# George Horine
George Leslie Horine (ur. 3 lutego 1890 w Escondido, zm. 28 listopada 1948 w Modesto) – amerykański lekkoatleta specjalizujący się w skoku wzwyż, uczestnik letnich igrzysk olimpijskich w Sztokholmie (1912), brązowy medalista olimpijski w skoku wzwyż.
George Horine był wynalazcą techniki obrotowej (zwaną również kalifornijską), dzięki której jako pierwszy skoczek wzwyż w historii pokonał w 1912 wysokość 2 metrów.

## Sukcesy sportowe
- mistrz Stanów Zjednoczonych w skoku wzwyż – 1915[3]

| Rok  | Miasto    | Zawody               | Konkurencja | Wynik         |
| ---- | --------- | -------------------- | ----------- | ------------- |
| 1912 | Sztokholm | Igrzyska olimpijskie | skok wzwyż  | brązowy medal |

## Rekordy życiowe
- skok wzwyż – 2,007 – Palo Alto 17/05/1912 (rekord świata do 02/05/1914)